# Plutus (empresa)
Plutus és una empresa fintech amb seu a Londres fundada el 2015.

## Història
Va ser establerta el 2015 per Danial Daychopan i Jasper Tay.
El 2016, l'empresa va llançar una aplicació que permetia als posseïdors de Bitcoin utilitzar la criptomoneda en comerços habilitats amb tecnologia NFC.
El maig de 2021, Plutus va rebre un finançament de 5 milions de dòlars del fons de criptomonedes Alphabit.
El 31 de març de 2022, Plutus va llançar un programa de recompenses que ofereix devolució de diners per compres realitzades amb la targeta de dèbit Visa. Més tard, aquest mateix any, es va associar amb Curve, l'aplicació agregadora.
També el 2022, Plutus es va associar amb Prepaid Ventures per emetre les seves targetes als Estats Units. Fins al segon trimestre del 2022, el sistema de targetes de Plutus està integrat per 70 milions de comerços a tot el món.
El febrer de 2023, el soci bancari de Plutus es va convertir en Modulr.

## Operacions
L'aplicació financera de Plutus inclou un compte fiduciari (compte al Regne Unit o un IBAN europeu) per gestionar monedes fiduciàries i criptomonedes en una cartera no custodial, una cartera de criptomonedes i un intercanvi descentralitzat. L'empresa té el seu token ERC-20 anomenat Pluton (PLU) a la xarxa Ethereum. Els usuaris registrats reben un 3% encripte a PLU quan compren en línia amb la targeta de dèbit Plutus. Apostar PLU desbloqueja recompenses addicionals en marques seleccionades, incloent Netflix, Spotify, Prime, Apple One, Uber, Aldi, Asses i Deliveroo Plus. Danial Daychopan és el CEO i Gyan Chawdhary és el director de tecnologia.